# Rhizophagus protensus
Rhizophagus protensus is een keversoort uit de familie kerkhofkevers (Monotomidae). De wetenschappelijke naam van de soort werd in 1890 gepubliceerd door Edmund Reitter.